# Emily Hughes
Emily Anne Hughes, po mężu Mukherjee (ur. 26 stycznia 1989 w Great Neck) – amerykańska łyżwiarka figurowa startująca w konkurencji solistek. Uczestniczka igrzysk olimpijskich (2006), medalistka mistrzostw czterech kontynentów, mistrzostw świata juniorów oraz mistrzostw Stanów Zjednoczonych. Zakończyła karierę amatorską w 2010 roku.

## Życie prywatne
Jej starsza siostra Sarah Hughes (ur. 1985) jest mistrzynią olimpijską z Salt Lake City w łyżwiarstwie figurowym w konkurencji solistek. 2 września 2017 Hughes wyszła za mąż za biznesmena Amita Mukherjee podczas ceremonii w Woodbury.

## Kariera
W sezonie 2005/2006 Emily Hughes zajęła trzecie miejsce na mistrzostwach Stanów Zjednoczonych, co zwykle gwarantuje kwalifikację do Mistrzostw Świata i Zimowe Igrzyska Olimpijskie. Jednak ze względu na dotychczasowe osiągnięcia Amerykański Związek Łyżwiarstwa Figurowego zdecydował się wysłać Michelle Kwan, która ze względu na kontuzję nie startowała w krajowych mistrzostwach. Hughes została zakwalifikowana jedynie jako zawodniczka rezerwowa, jednak z powodu odnowienia się kontuzji Kwan to Hughes wystąpiła na Zimowych Igrzyskach Olimpijskich 2006 w Turynie.

## Osiągnięcia

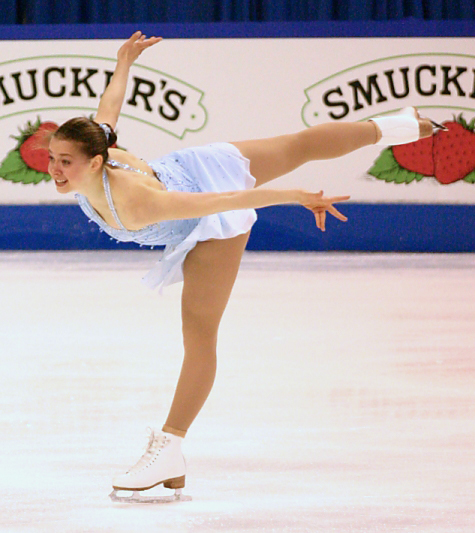
Hughes na mistrzostwach świata juniorów 2005

| Zawody                                | 00–01          | 01–02          | 02–03          | 03–04          | 04–05          | 05–06          | 06–07          | 07–08          | 08–09          | 09–10          |                |                |                |                |                |                |                |
| Międzynarodowe                        | Międzynarodowe | Międzynarodowe | Międzynarodowe | Międzynarodowe | Międzynarodowe | Międzynarodowe | Międzynarodowe | Międzynarodowe | Międzynarodowe | Międzynarodowe | Międzynarodowe | Międzynarodowe | Międzynarodowe | Międzynarodowe | Międzynarodowe | Międzynarodowe | Międzynarodowe |
| ------------------------------------- | -------------- | -------------- | -------------- | -------------- | -------------- | -------------- | -------------- | -------------- | -------------- | -------------- | -------------- | -------------- | -------------- | -------------- | -------------- | -------------- | -------------- |
| Igrzyska olimpijskie                  |                |                |                |                |                | 7              |                |                |                |                |                |                |                |                |                |                |                |
| Mistrzostwa świata                    |                |                |                |                |                | 8              | 9              |                |                |                |                |                |                |                |                |                |                |
| Mistrzostwa czterech kontynentów      |                |                |                |                |                |                | 2              |                |                |                |                |                |                |                |                |                |                |
| GP Cup of China                       |                |                |                |                |                |                | 3              |                |                |                |                |                |                |                |                |                |                |
| GP Cup of Russia                      |                |                |                |                |                | 5              |                |                |                |                |                |                |                |                |                |                |                |
| GP Skate America                      |                |                |                |                |                | 5              | 5              | 4              |                | 7              |                |                |                |                |                |                |                |
| GP Skate Canada International         |                |                |                |                |                |                |                | 4              |                |                |                |                |                |                |                |                |                |
| GP Trophée Eric Bompard               |                |                |                |                |                |                |                |                | 9              |                |                |                |                |                |                |                |                |
| Międzynarodowe: Kategorie młodzieżowe |                |                |                |                |                |                |                |                |                |                |                |                |                |                |                |                |                |
| Mistrzostwa świata juniorów           |                |                |                |                | 3              |                |                |                |                |                |                |                |                |                |                |                |                |
| Krajowe                               |                |                |                |                |                |                |                |                |                |                |                |                |                |                |                |                |                |
| Mistrzostwa Stanów Zjednoczonych      |                | 11 J           | 11 J           |                | 6              | 3              | 2              |                |                | 9              |                |                |                |                |                |                |                |
| Eastern Sectionals                    | 8 N            | 4 J            | 2 J            | 5 J            | 2              |                |                |                |                |                |                |                |                |                |                |                |                |
| North Atlantic Regionals              | 4 N            | 3 J            | 1 J            | 1 J            | 1              |                |                |                | 3              | 2              |                |                |                |                |                |                |                |